# Marskal af Frankrig
Marskal af Frankrig (Maréchal de France) var oprindeligt et af de højeste militære embeder i Frankrig, og fungerede i middelalderen som stedfortræder for connétable de France. Embedet (marescallus Franciae) blev oprettet i 1190 af kong Philip 2. for Albéric Clément.
I nyere tid blev marskal af Frankrig til en ærestitel med højere rang end connétable. Frem til revolutionen blev der udnævnt 256 marskaller af Frankrig indtil titlen blev afskaffet af nationalforsamlingen i 1793.
Under Napoleon Bonapartes styre blev der udnævnt en række marskaler af imperiet, men efter Bourbon-restaurationen blev den gamle titel marskal af Frankrig genindført, og Napoleon III valgte at beholde denne titel da han senere kom til magten. Seks marskaler fik tildelt den endnu højere rang generalmarskal: Biron, Lesdiguières, Turenne, Villars, Moritz af Sachsen og Soult.
I det moderne Frankrig bruges titlen marskal som en militær udmærkelse, og er ikke længere en grad. Den gives til generaler for ekstraordinære fortjenester. Dens symbol er en blå marskalstav med stjerner (før revolutionen var den udsmykket med fleurs-de-lis).
Philippe Pétain modtog titlen for sin indsats under 1. verdenskrig, og han beholdt den selv efter at han var blevet fængslet af Charles de Gaulle i slutningen af 2. verdenskrig.
Den sidste marskal af Frankrig der blev udnævnt i levende live var Alphonse Pierre Juin, som blev udnævnt i 1952 og som døde i 1967. I 1984 blev Marie-Pierre Koenig udnævnt posthumt

## Marskaller af Frankrig (udvalg)
Denne liste er ufuldstændig; hjælp gerne med at udfylde den.
- Gilles de Retz (1404-1440), våbenbroder til Jeanne d'Arc, marskal af Frankrig 1429
- Louis Joseph, Duc de Vendôme (1654–1712), marskal af Frankrig 1695
- Sébastien Le Prestre de Vauban (1633-1707), marskal af Frankrig 1703
- Woldemar Løvendal, (1700-1755), marskal af Frankrig 1747
- Moritz af Sachsen (1696-1750), marskal af Frankrig 1749
- Nikolaus Luckner (1722-1794), marskal af Frankrig 1791
- Louis Alexandre Berthier (1753-1815), marskal af Frankrig 1804
- Joachim Murat (1767-1815), marskal af Frankrig 1804
- Jean-Baptiste Jourdan (1762-1833), marskal af Frankrig 1804
- Jean Baptiste Bernadotte (1763-1844), konge af Sverige og Norge 1818-1844, marskal af Frankrig 1804
- Michel Ney (1769-1815), marskal af Frankrig 1804
- Emmanuel Grouchy (1766-1847), marskal af Frankrig 1815
- François Certain Canrobert (1809-1895), marskal af Frankrig 1856
- Ferdinand Foch (1851-1929), marskal af Frankrig 1918
- Philippe Pétain (1856-1951), marskal af Frankrig 1918
- Louis Franchet d'Espérey (1856-1942), marskal af Frankrig 1921